# CAIG Wing Loong-10

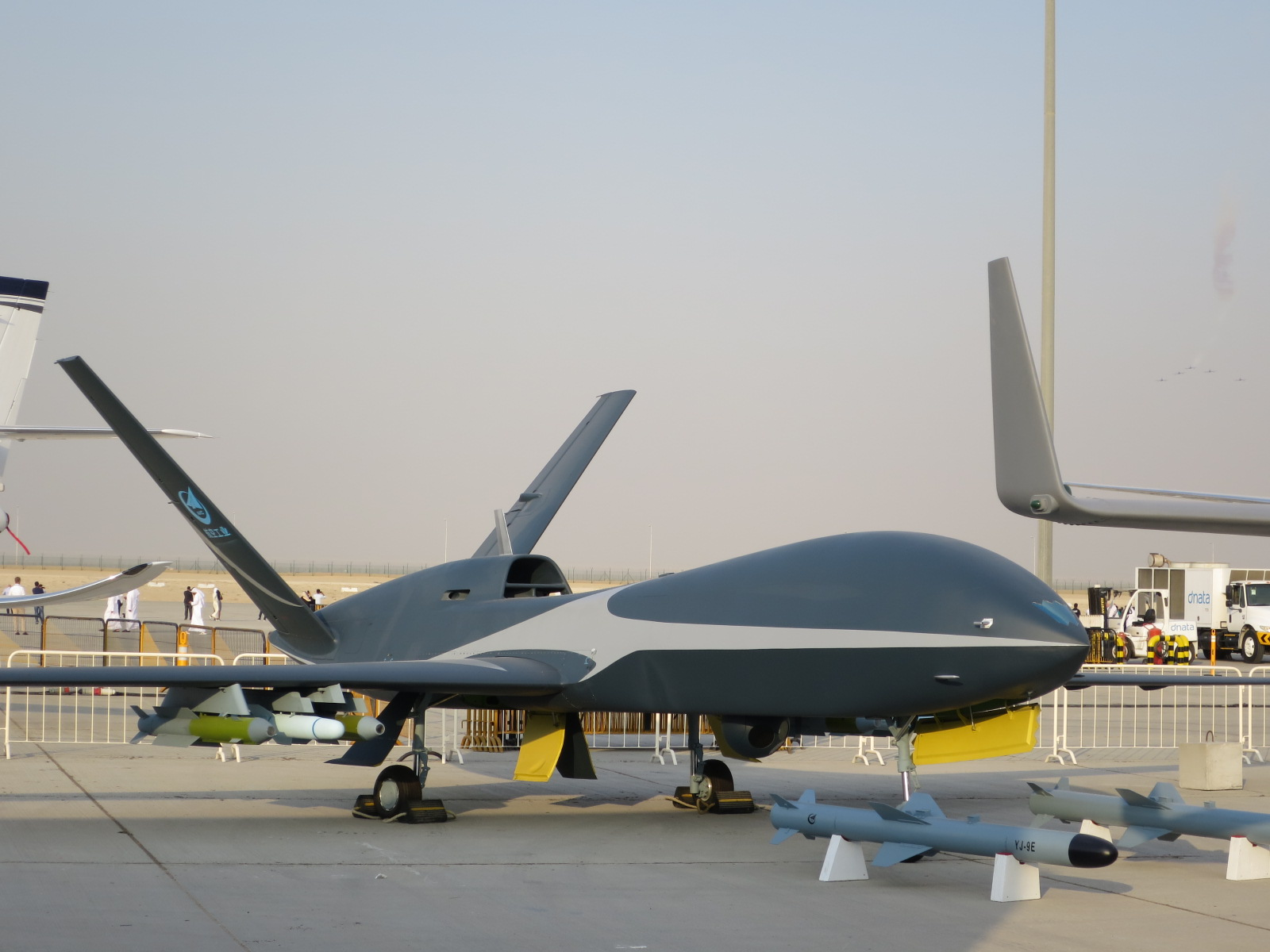
UAV AVIC Cloud Shadow en el Salón Aeronáutico de Dubai 2017.

El Wing Loong-10 (chino: 翼龙-10; pinyin: Yìlóng-10, significado literal: Dragón Alado, designación militar WZ-10) es una serie de vehículos aéreos no tripulados del tipo Plataforma de gran altitud (HALE), con algunas características de furtivo. A partir de 2017, está siendo desarrollado por Chengdu Aircraft Industry Group para misiones de reconocimiento y ataque de precisión.
Anteriormente conocida como los prototipos Wind Shadow (chino :风影; pinyin: Fēng yǐng) y Cloud Shadow (chino: 云影; pinyin: Yún yǐng), la plataforma de drones presenta varias configuraciones y está diseñada tanto para el ejército chino como para y clientes de exportación.